# Tavronítis
Tavronítis, en grec moderne : Ταυρωνίτης, est un village du dème de Plataniás, en Crète, en Grèce. Selon le recensement de 2011, la population de Tavronítis compte 888 habitants. Le village est situé à une distance de 18 km de La Canée.

## Recensements de la population
| Recensements | 1900 | 1920 | 1928 | 1940 | 1951 | 1961 | 1971 | 1981 | 1991 | 2001 | 2011 |
| ------------ | ---- | ---- | ---- | ---- | ---- | ---- | ---- | ---- | ---- | ---- | ---- |
| Population   | -    | -    | -    | 209  | 194  | 298  | 313  | 357  | -    | 616  | 888  |